# 하겐다즈

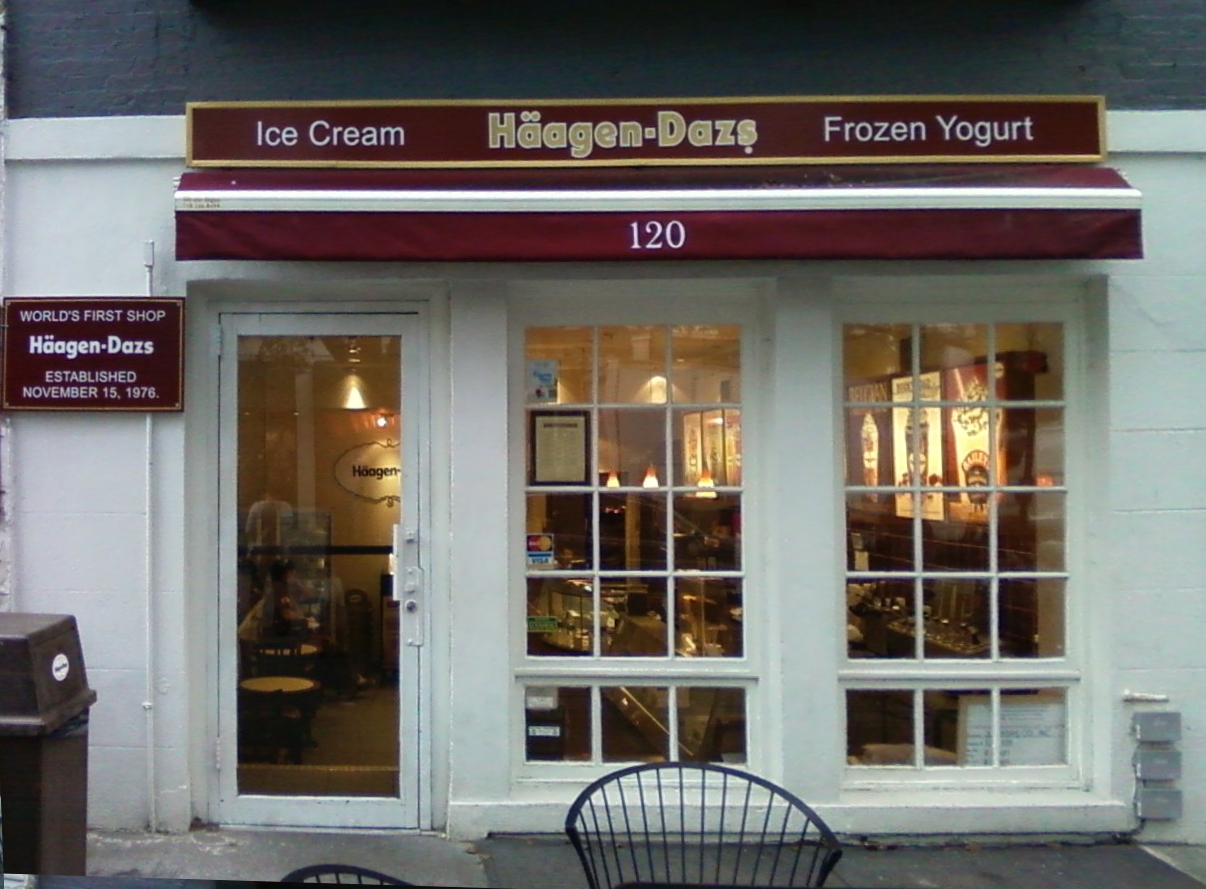
뉴욕에 있는 하겐다즈 1호점

하겐다즈(Häagen-Dazs IPA: [ˈhɑːɡəndɑːs])는 1960년 뉴욕 브롱크스에서 루벤 매터스와 로즈 매터스가 설립한 아이스크림 브랜드로, 네슬레와 PAI 파트너스의 합작 투자 회사인 프로네리가 소유하고 있다. 바닐라, 초콜릿, 커피 세 가지 맛으로 시작하여, 1976년 11월 15일 뉴욕 브루클린에 첫 소매점을 열었다. 필스버리 식품 대기업은 1983년에 하겐다즈를 인수했으며, 현재 이 브랜드는 전 세계적으로 판매되고 있다. 이들의 제품은 아이스크림 카르통, 아이스크림 바, 아이스크림 케이크, 소르베, 프로즌 요거트, 프로즌 밀크셰이크, 젤라토, 아이스크림 샌드위치 등이 있다.

## 역사

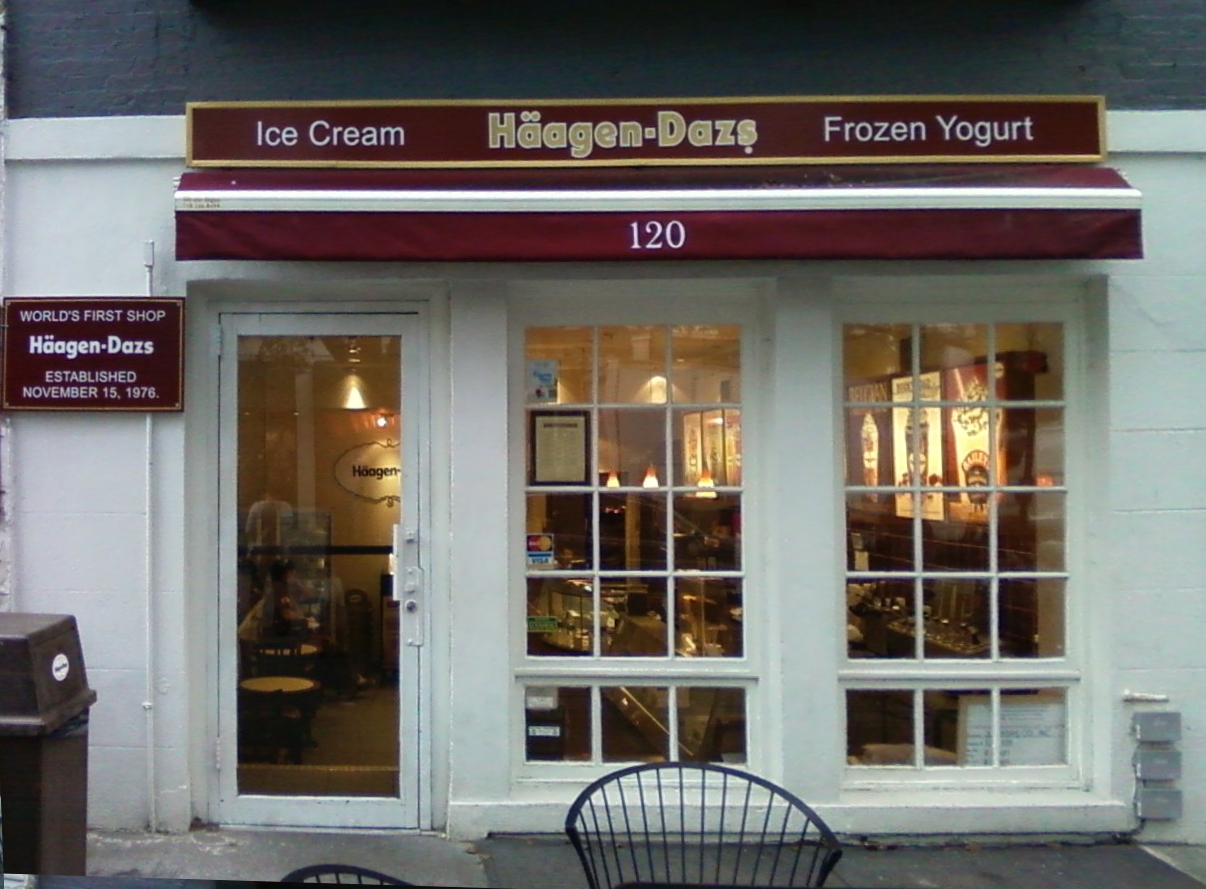
뉴욕 브루클린 몬태규 스트리트 120번지에 위치한 하겐다즈의 첫 매장

하겐다즈의 설립자 루벤 매터스는 1912년 폴란드에서 유대인 부모님 밑에서 태어났다. 그의 아버지는 제1차 세계 대전 중 사망했고, 미망인이 된 그의 어머니는 1921년 두 자녀와 함께 뉴욕으로 이주했다. 그들은 브루클린에서 이탈리아 레몬 아이스 사업을 하던 삼촌에게 합류했다. 1920년대 후반까지 가족은 아이스 팝을 만들기 시작했고, 1929년에는 사우스 브롱크스의 서던 대로에서 '세너터 프로즌 프로덕츠'라는 이름으로 초콜릿 코팅 아이스크림 바와 샌드위치를 만들고, 마차로 브롱크스의 이웃 상점들에 배달했다.
세너터 프로즌 프로덕츠는 수익성이 있었지만, 1950년대에 대량 생산 아이스크림 업체들이 가격 전쟁을 시작했다. 이로 인해 그는 고급 아이스크림을 만들기로 결정했다. 1959년, 그는 덴마크의 제2차 세계 대전 중 유대인에 대한 모범적인 대우에 대한 경의를 표하며, 덴마크어처럼 들리는 이름인 하겐다즈로 새로운 아이스크림 회사를 설립하기로 결정했다. 이는 마케팅 업계에서 이국적 브랜드 기법으로 알려진 움직임이다. 로즈 매터스는 화려한 옷을 입고 무료 샘플을 배포하여 아이스크림에 세련됨과 품격을 더했다.
필스버리 컴퍼니는 1983년 하겐다즈를 인수했다. 1999년, 필스버리와 네슬레는 미국과 캐나다의 아이스크림 사업을 아이스크림 파트너스라는 합작 투자 회사로 합병했다. 제너럴 밀스는 2001년에 필스버리를 인수하고 합작 회사에 대한 지분을 승계했다. 같은 해, 네슬레는 아이스크림 파트너스에서 제너럴 밀스의 지분을 매입할 수 있는 계약상의 권리를 행사했는데, 여기에는 2110년까지 하겐다즈 브랜드에 대한 99년간의 라이선스 권리가 포함되어 있었다. 그 이후로, 그 라이선스에 따라 네슬레의 드라이어스 자회사는 미국과 캐나다에서 하겐다즈 제품을 생산하고 판매해왔다. 2019년 12월, 네슬레는 2016년에 네슬레와 PAI 파트너스가 설립한 합작 투자 회사인 프로네리에게 드라이어스와 하겐다즈 브랜드 권리를 매각했다.

## 브랜드 이름의 기원
"하겐다즈"는 미국인 루벤 매터스가 자신이 덴마크어처럼 들린다고 주장하는 브랜드 이름을 찾기 위해 만들어낸 의사 스칸디나비아 문구이다. 그러나 회사의 발음은 "ä"와 "s"를 무시하며, "ä"와 같은 문자나 "zs"와 같은 이중음자는 덴마크어에 존재하지 않는다. 매터스에 따르면, 이 이름은 덴마크가 제2차 세계 대전 중 유대인들을 대우한 모범적인 사례에 대한 경의였고 초기 라벨에는 덴마크의 개요 지도가 포함되어 있었다. 매터스는 덴마크가 유제품으로도 유명하며 미국에서 긍정적인 이미지를 가지고 있다고 생각했다. 그의 딸 도리스 헐리는 1996년 PBS 다큐멘터리 '아이스크림 쇼'에서 아버지가 부엌 식탁에 몇 시간 동안 앉아 마음에 드는 조합을 찾을 때까지 무의미한 단어들을 말했다고 밝혔다. 그가 이 방법을 택한 이유는 이름이 독특하고 독창적이기를 바랐기 때문이다.

### 추가 역사
1988년경 루벤 매터스는 뉴욕 어퍼이스트사이드의 러닝 애넥스에서 "제국을 건설하는 방법"이라는 저녁 강연을 했다. 그는 사탕 가게에 아이스크림을 팔곤 했다고 말했다. 한 가게 주인은 아이스크림의 품질이 좋지 않지만 친구로서 돕기 위해 구매한다고 말했다. 그 후 그는 뉴욕 공립 도서관에서 아이스크림과 재료를 조사하는 데 많은 시간을 보냈다. 그는 그 후로 최고의 아이스크림을 만들기로 결정했고, 그의 연구를 바탕으로 보스턴산 럼과 벨기에산 초콜릿을 사용했다. 그는 자신의 새로운 제품을 발명된 이국적인 스칸디나비아어처럼 들리는 이름인 하겐다즈를 사용하여 차별화하고 싶었으며, 이것이 홀로코스트 기간 동안 덴마크가 유대인을 도운 것과 관련이 있다는 언급은 하지 않았다. 그는 아이스크림을 당시 혁신적이었던 둥근 상자에 포장했다. 식료품점 주인들은 이 방식으로는 냉장고에 아이스크림이 덜 들어간다고 불평했다. 그는 중요한 것은 얼마나 많이 보관되느냐가 아니라 얼마나 많이 꺼내서 구매되느냐라고 설명했다. 그는 0.98달러, 1.22달러와 같은 가격은 설정하지 않고 1.00달러, 1.25달러와 같은 "정직한 숫자"를 사용하여 품질을 드러냈다고 말했다.

### 프루젠 글래제와의 갈등
1980년, 하겐다즈는 그 해에 설립된 미국 아이스크림 제조업체 프루젠 글래제가 이국적 브랜드 기법을 사용한 것에 대해 소송을 제기했으나 패소했다. frusen glädje라는 문구(양음 부호 없음)는 스웨덴어로 "얼어붙은 기쁨"을 의미한다. 1985년, 프루젠 글래제는 크래프트 제너럴 푸즈에 매각되었다. 크래프트 대변인은 크래프트가 1993년 유니레버 코퍼레이션에 프루젠 글래제 라이선스를 매각했다고 밝혔지만, 유니레버 대변인은 프루젠 글래제가 그 거래에 포함되지 않았다고 말했다. 이 브랜드는 이후 단종되었다.

## 제품

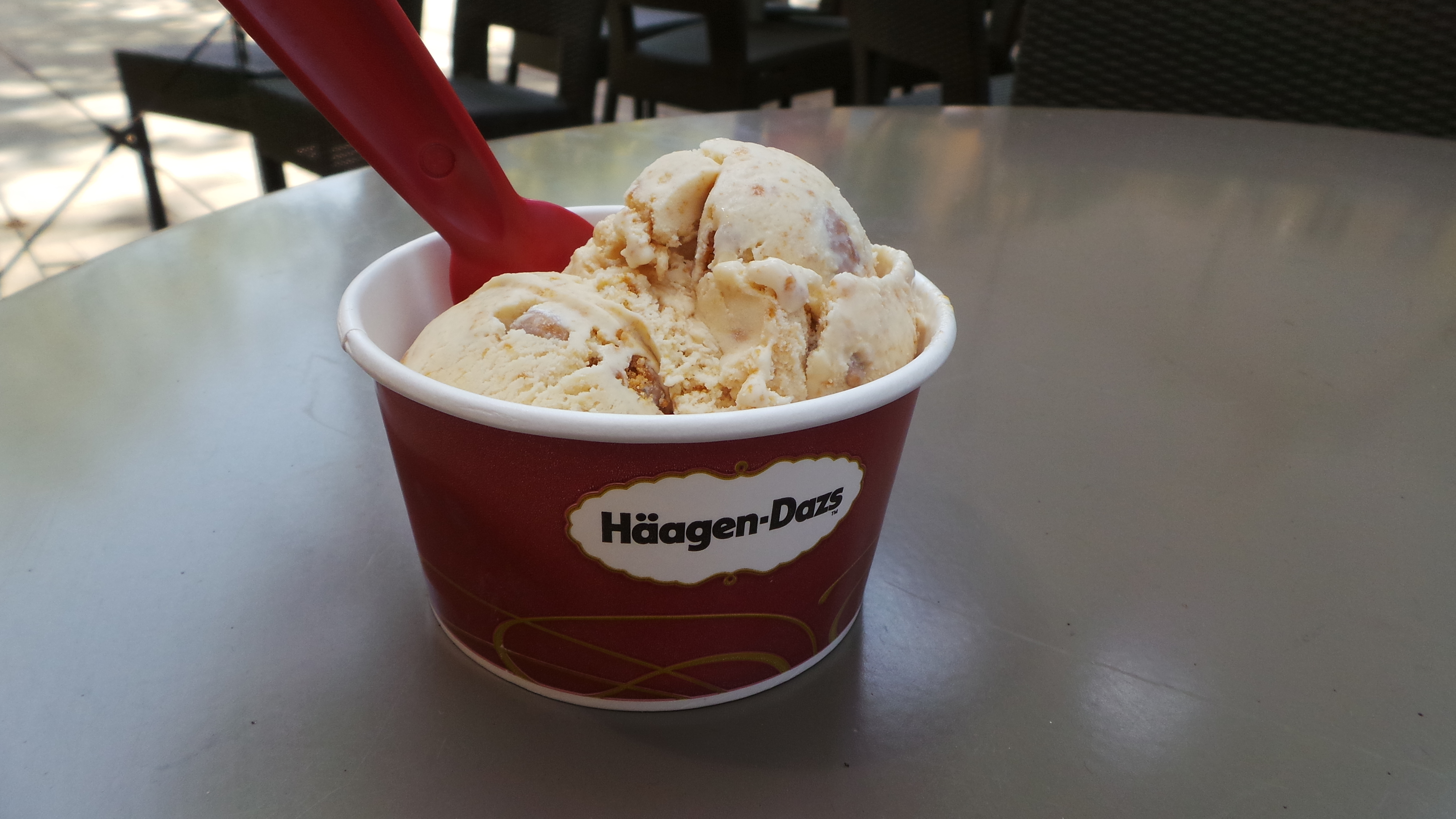
프랄린 & 크림 하겐다즈

홍콩 쇼핑몰의 하겐다즈 제품

하겐다즈 아이스크림은 여러 전통적인 맛뿐만 아니라 바닐라 스위스 아몬드 및 바나나 포스터와 같이 브랜드에 특유한 여러 난해한 맛도 제공한다. 이는 "슈퍼 프리미엄" 브랜드로 판매된다. 제조 과정에서 공기가 거의 섞이지 않아 매우 조밀하며, 계란 노른자 외에 유화제나 안정제를 사용하지 않고 유지방 함량이 높다. 식료품점과 아이스크림 콘, 선디 등을 판매하는 전용 소매점에서 모두 판매된다.
1992년부터 전 세계 하겐다즈 제품의 대부분은 프랑스 틸루아레모플렌에 있는 공장에서 생산되었으며, 현재는 제너럴 밀스가 관리하고 있다. 미국과 캐나다에서는 하겐다즈가 프로네리에 라이선스되어 생산된다. 하겐다즈는 1984년 산토리 및 타카나시 밀크와의 합작 투자를 통해 일본 시장에 진출했으며, 이후 일본에서 제품을 생산해왔다. 공장은 일본 군마현다카사키(다카나시유업) 에 위치해 있다.
재료 및 배송 비용 증가를 상쇄하기 위해 하겐다즈는 2009년 1월 미국에서 파인트 아이스크림 카르통(16 US fl oz; 470 ml)을 14 US fl oz (410 ml)로 축소했다. 2009년 3월에는 쿼트 카르통(32 US fl oz; 950 ml)을 28 US fl oz (830 ml)로 축소할 것이라고 발표했다.

## 같이 보기
- 배스킨라빈스
- 벤 & 제리스